# 李顺子

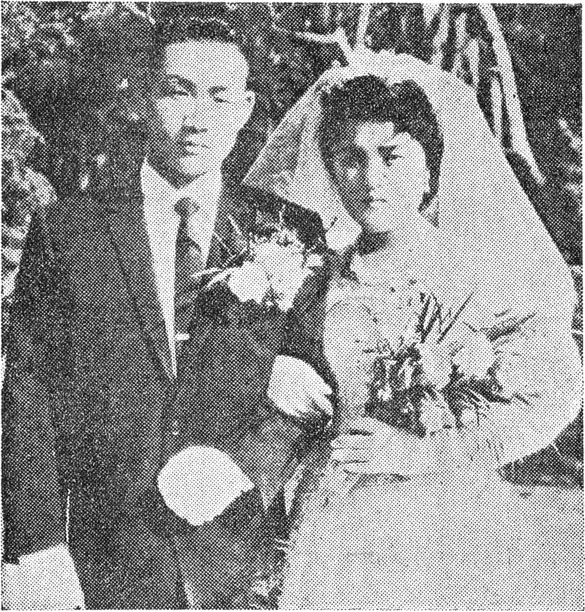
1958年李顺子与全斗焕结婚照

李順子（韩语：／ Yi Sun-ja，1939年3月24日—），是韓國第11、12任總統全斗煥的夫人。

## 生平
李順子於1939年3月24日在滿洲國首都新京出生，為父親李奎東與母親李奉年（音譯）的次女。李順子先輩世居於慶尚北道高靈和星州，其父出生於慶尚北道星州郡，是高麗時代的宰相李兆年的後代。李順子童年跟隨曾是軍官的父親四處飄蕩，最後考入鎮海女子中學。之後，她隨父親搬到首爾。畢業於京畿女子中學和京畿女子高中。由於姐姐早夭，她擔任家中長女的角色。
1957年，她考入梨花女子大學醫學院，但放棄了當醫生的夢想，於1958年與出入父親官邸的陸軍尉官軍官全斗煥結婚。李順子從初二開始到與被稱爲「大叔」的全斗煥結婚期間，經歷了很多波折。因為全斗煥表示「只會讓她受苦」，對結婚猶豫不決。李順子於1958年1月24日在大邱第一禮堂與全斗煥舉行了婚禮。當時，全斗煥為28歲，李順子是20歲。這是李順子單方面定下日期，確定地點後通知全斗煥舉行的婚禮。1969年，李順子在首爾西大門區延禧洞首次置業，並償還娘家欠下的債務。
在和全斗煥的部下妻子們談話時，她曾說「人生很短暫，軍人夫人的人生更短暫，不能在這麼短的時間內讓丈夫為家務事傷腦筋。」李順子說，為了能讓全斗煥在外出時馬上準備行裝，她將其西裝和長筒襪都掛在牆上。
全斗煥於1980年9月1日就任第11屆總統，次年1981年3月3日就任第12屆總統。從軍隊時期開始陪伴妻子的全斗煥，在所有公開活動都攜同李順子出席。1980年代，韓國家庭開始由黑白電視轉變為彩色電視，韓國國民透過彩色電視看見40歲出頭的李順子穿著華麗服裝，在當時帶給國民的觀感是傲慢和奢侈，尤其在就職典禮上費心思穿著的唐衣引起了非議，另外她陪同全斗煥巡訪海外前，接受服裝系教授的打扮諮詢行徑亦產生反效果。
在全斗煥執政當時，李順子本人的奢侈行為和叔母妹妹張英子一家的腐敗問題成為當時被社會譴責的議題。自1970年代開始，李順子穿著紅色褲子走遍了首爾江南的投機現場，所以有「延禧洞紅褲子」的外號。其後，她以第一夫人固有事業「新一代育英會」和「新一代心臟財團」作為鉅額非法斂財通道。她亦透過卸任後即時領取30億韓元年金，和每月領取1200萬韓元的商品作為養老手段。種種貪財奢侈的行為被公開報道後，更令韓國人對其擁有極為負面的印象。
2017年，一份民意調查顯示李順子為歷代觀感最差的第一夫人，受訪者僅有0.2%對她抱持正面觀感，53.1%對其觀感負面。
2019年1月1日，李順子表示「韓國民主主義的父親」就是他的丈夫。此言論引起除保守派政黨自由韓國黨外的其餘主要政黨批評。

## 家庭
與丈夫全斗煥育有三子一女。
- 長子：全宰國（전재국，1959年－）
- 次女：全孝善（전효선，1962年－）
- 三子：全在庸（전재용，1964年－）
- 四子：全在滿（전재만，1967年－）